# Fifth Avenue Hotel
Pour les articles homonymes, voir Fifth Avenue.
Le Fifth Avenue Hotel était un hôtel de luxe situé à Manhattan, dans la ville de New York, de 1859 à 1908. Il disposait d'un bloc entier de façade entre la 23e Rue et la 24e Rue, à l'angle sud-ouest de Madison Square.